# اپل آی‌دی
اپل آی‌دی (به انگلیسی: Apple ID) که شناسهٔ اپل هم گفته شده، یک نوع حساب کاربری ویژهٔ کاربران محصولات شرکت اپل است.  شرکت اپل برای حفظ حق نشر آثاری که برای سیستم‌های عامل و سرویس‌های اپل عرضه می‌شوند، آن‌ها را برچسب‌گذاری می‌کند که هر شخص بتواند تنها با ثبت مشخصات خود و ایجاد حساب کاربری، اقدام به نصب آن‌ها کند. ساخت اپل آی‌دی رایگان است و با ثبت ایمیل و تاریخ تولد و شماره تلفن همراه و مشخصات دیگر برای احراز هویت انجام می‌شود.

## کاربردها
شناسه اپل برای موارد زیر به کار می‌رود:
- فعال‌سازی دستگاه‌های اپل
- همگام‌سازی چندین دستگاه اپل با یکدیگر (Sync)
- خرید از فروشگاه اپل استور (فروشگاه دستگاه‌های اپل) و فروشگاه اپ استور (فروشگاه برنامه‌های اپل)
- استفاده از سیستم رایانش ابری آی‌کلاد[۸][۹]
- استفاده از سیستم فایند مای آیفون (ردیابی دستگاه‌های اپل) [۱۰]
- رزرو وقت از جنیوس بار
- استفاده از سیستم اپل میوزیک
- استفاده از سیستم فیس‌تایم (تماس صوتی تصویری با استفاده از اینترنت)[۱۱]
- استفاده از امکانات فراهم‌شده برای توسعه‌دهندگان و برنامه‌نویسان (تنها با پرداخت مبلغ عضویت)
- استفاده از سیستم سفارش چاپ عکس و آلبوم عکس اپل و اپرچر

## در ایران
با توجه به وضع تحریم‌های اقتصادی آمریکا علیه ایران، شهروندان ایرانی امکان ایجاد شناسه اپل با شماره تلفن ندارند چرا که اپل ایران را از فهرست کشورهای تحت پوشش خود حذف کرده‌است. در برخی موارد هم استفاده از شناسه‌هایی که با روش‌های مختلف ایجاد شده‌اند با مشکل روبرو بوده‌است. یکی از آن مشکلات، مسدود شدن آی‌پی‌های کشور ایران از طرف سرورهای اپل بوده‌است. در زمان مسدود بودن آی‌پی‌ها، هنگامی که کاربران اقدام به استفاده از امکانات ذکر شده در بالا کنند، با اخطاری به نام اخطار ۱۰۰۹ مواجه خواهند شد. این مشکل محدود به کاربران ایرانی نیست و بسیاری از کاربران افغان، لبنانی و فلسطینی نیز دچار این مشکل بوده‌اند. یکی از راه‌های دور زدن این اخطار، استفاده از وی پی ان است.

### خطرات خرید
برخی کاربران اقدام به خرید این شناسه می‌کنند که کار اشتباهی است.این یک شناسه مخصوص به کاربر، مانند کد ملی است که فقط خود کاربر باید از آن اطلاع داشته باشد. استفاده از اپل آی‌دی آماده خطراتی دارد اگر که گذرواژه آن عوض نشود و دسترسی به ایمیل ثبت‌شده آن ممکن نباشد، آن خطرات شامل دسترسی به تمام اطلاعات پرداخت و پیام‌ها و غیره است که ممکن است توسط فروشنده آن انجام شود. همچنین باید از فروشگاه‌های دارای نماد اعتماد الکترونیک خریداری شود.

### شماره مجازی
به دلیل تحریم کشور ایران از طرف شرکت اپل امکان ساخت حساب کاربری اپل برای ایرانیان داخل کشور با استفاده از شماره‌های همراه اپراتورهای ایران ممکن نیست؛ یک راهکار، خرید شماره مجازی از یک کشور دیگر است.